# Hiketas (Sohn des Aristokrates)
Hiketas (altgriechisch Ἱκέτας) war ein legendärer König von Arkadien und Herrscher von Orchomenos. Er war der Sohn des Aristokrates, des Sohnes des Aichmis und Vater des Aristokrates. Er soll während des Zweiten Messenischen Krieges nach seinem Vater den Thron bestiegen haben. Nach kurzer Regierung starb er und überließ noch während des Krieges seinem Sohn die Herrschaft.